# Le Monde du silence (film)
Pour les articles homonymes, voir Le Monde du silence.
Pour plus de détails, voir Fiche technique et Distribution.
Le Monde du silence est un film documentaire français réalisé par Jacques-Yves Cousteau et Louis Malle entre 1954 et 1955 et sorti pour la première fois en salles en France en 1956, en même temps que sa participation au Festival de Cannes, où il remporte la Palme d'or. En 1957, aux États-Unis, il remporte l'Oscar du meilleur film documentaire.
D'une durée d'une heure et vingt-six minutes ce film est le deuxième film de l'histoire des prises de vue sous-marines en couleur, le premier film sous-marin en couleur étant Sesto continente (Le Sixième Continent, 1954), de l'Italien Folco Quilici. Le Monde du silence ne reprend pas les contenus du livre de 1953 de même titre, mais uniquement les explorations sous-marines réalisées à bord de la Calypso en 1954 et 1955.

## Synopsis et contenus
Le film commence avec une voix off récitant le texte suivant : « À cinquante mètres de la surface, des hommes tournent un film. Munis de scaphandres autonomes à air comprimé, ils sont délivrés de la pesanteur. Ils évoluent librement. »
Se déplaçant à bord de la Calypso, l'équipe de plongeurs tourne pendant des centaines d'heures dans la mer Méditerranée, le golfe Persique, la mer Rouge et l'océan Indien. Ils visitent notamment l'épave du SS Thistlegorm. Les 25 kilomètres de pellicule sont réduits à 2 500 mètres au montage final du film. Les acteurs et figurants du film sont les mêmes marins qui constituent l'équipage de la Calypso : Jacques-Yves Cousteau (commandant de bord, plongeur, réalisateur, prises de vue), Louis Malle (assistant de direction, prises de vue), François Saout (Second capitaine), Frédéric Dumas (plongeur, prises de vue), Albert Falco (plongeur, prises de vue), André Laban (plongeur, ingénieur chimiste), Denis Martin-Laval (médecin de bord) et Henri Plé (chef de quart). Les autres membres de l'équipage sont Étienne Puig, Albert Raud, Emile Robert, René Robino, André Bourne-Chastel, Marcel Colomb, Simone Cousteau, Jean Delmas, Jacques Ertaud, Norbert Goldblech, Fernand Hanae, Maurice Leandri, Paul Martin et Jean-Louis Teicher. Un autre héros du film, qui persiste encore dans les mémoires, est Jojo le mérou.

## Fiche technique
- Titre : Le Monde du silence
- Réalisateurs : Jacques-Yves Cousteau et Louis Malle
- Scénario : Jacques-Yves Cousteau
- Photographie : Edmond Séchan et Philippe Agostini
- Prises de vue sous-marine : Louis Malle, Jacques-Yves Cousteau, Albert Falco, Philippe Agostini et Edmond Séchan
- Musique : Yves Baudrier
- Montage : Georges Alépée
- Production : Filmad/Rank.
- Format : 35 mm - couleur
- Genre : documentaire
- Durée : 86 minutes
- Dates de sortie :
  - France : 26 mai 1956
  - Japon : 15 août 1956
  - États-Unis : 24 septembre 1956

## Production

### Initiation du projet
La rencontre du commandant Cousteau, en 1944, avec James Thomas Dugan est ce qui décide ce dernier à se lancer dans la vulgarisation océanographique. Il aide le commandant à éditer non seulement les livres intitulés Le Monde du silence (deux livres différents qui n'ont de commun que le titre, l'un de 1953 et l'autre de 1957) mais aussi Le Monde sans soleil (1964), livre et film documentaire (tous les deux de Cousteau) qui retracent les expériences scientifiques Précontinent I et Précontinent II.
Jacques-Yves Cousteau entreprend le projet de mener un périple d'exploration marine et de tournage d'un film en juillet 1953, en s'adressant d'abord à l'IDHEC (Institut des hautes études cinématographiques), à la recherche d'un étudiant qui l'assisterait dans la réalisation du tournage. La direction de l'école lui propose Louis Malle, âgé alors de 21 ans, qui a de bonnes aptitudes à la nage et peut être plus facilement formé à la plongée en scaphandre autonome. Ainsi, pendant tout l'été 1953, Malle se soumet, avec les plongeurs de la Calypso, à un stage de plongée au Grand Congloué (Île de Riou). Le navire appareille finalement en 1954 et parcourt jusqu'en 1955 la mer Méditerranée, la mer Rouge, l'océan Indien et le golfe Persique.

### Tournage
Les scènes sous-marines sont entièrement tournées grâce à deux équipements : les détendeurs CG45 brevetés par Cousteau et Gagnan dix ans auparavant et les caméras sous-marines conçues par André Laban. Grâce aux caméras de Laban, Le Monde du silence est le deuxième film à montrer des images en couleurs du monde sous-marin et le premier à montrer des images tournées à 75 mètres de profondeur.
Le Monde du silence est pour Louis Malle sa première expérience de réalisation cinématographique (en tant qu'assistant de Cousteau), et il aura par la suite une longue et prolifique carrière en tant que réalisateur de films. Mais il s’est blessé les tympans lors de l'une des plongées du tournage et ne replongera plus jamais.

### Post-production
L'enregistrement de la musique et le montage final du film sont achevés entre la fin de 1955 et le début de 1956 et la première projection en avant-première a lieu à Paris le 7 février 1956 au théâtre des Champs-Élysées, devant un parterre d'officiers de marine. La sortie en salles a lieu pour la première fois en France le 26 mai 1956, simultanément avec le Festival de Cannes. Deux autres pays voient le film sortir dans leurs salles l'année même : le Japon, dès le 15 août, et les États-Unis, dès le 24 septembre.
Pour sa version en anglais la narration du film est adaptée du français vers l'anglais par James Thomas Dugan.

## Récompenses et nominations
En 1956 Le Monde du silence obtient la Palme d'or à la 9e édition du Festival de Cannes. Il est, avec Fahrenheit 9/11, le seul documentaire à avoir reçu une Palme d'or au Festival de Cannes. Il est également nommé dans la catégorie Prix de la mise en scène et pour le Prix spécial du jury de ce même festival. Il reçoit aussi le Prix Méliès (prix de la critique pour le meilleur film français) et le prix du National Board of Review pour le meilleur film étranger (Best Foreign Film) en 1956.
En 1957, aux États-Unis, Le Monde du silence remporte l'Oscar du meilleur film documentaire (Best Documentary Feature). Aujourd'hui encore, ce film est le premier au box office des films documentaires en salles avec 4 600 000 entrées.

## Accueil critique
Le film reçoit, à sa sortie, une critique en général positive, notamment d'André Bazin qui, dans un article paru dans la revue France Observateur de mars 1956, considère que : « Assurément il y a un aspect dérisoire dans la critique du Monde du silence. Car enfin les beautés du film sont d’abord celles de la nature et autant donc vaudrait critiquer Dieu. Tout au plus, de ce point de vue, nous est-il permis d’indiquer que ces beautés, en effet, sont ineffables […] ces surhommes subaquatiques rencontrent en nous-mêmes de secrètes, profondes et immémoriales connivences. ».
Dans les années 1990, le film commence à susciter la polémique, à cause de scènes qui paraissent alors, pour un regard contemporain, choquantes voire insoutenables. On y voit ainsi la lacération accidentelle d'un cachalot juvénile par les pales de la Calypso, obligeant l'équipage à l'achever à la carabine, suivi du massacre par le même équipage de requins, venus se repaitre de la carcasse, ainsi que la destruction d'un récif corallien à la dynamite. En 1992, la chaine France 2, pour la diffusion du film à la télévision, demande au commandant Cousteau l'autorisation de couper la scène du massacre des requins, ce qu'il refuse. 
En 2015 le cinéaste et auteur Gérard Mordillat relance la polémique en qualifiant le Monde du silence de film « naïvement dégueulasse », dans une tribune diffusée dans le site Là-bas si j'y suis. Commentant les différentes scènes incriminées, il conclut par « Des films honteux comme ça et ignobles, quand on les revoit aujourd'hui, on se dit qu'on a été aveugles »,.
En réponse à ces critiques, l'océanographe François Sarano, ancien conseiller scientifique du commandant Cousteau, tempère en demandant de replacer le film dans son contexte : « Il faut comprendre que le système de valeurs n'était pas le même. Ces images ont été tournées à une époque où l'on ne connaissait rien de l'océan, encore peuplé de monstres marins. Chasser les phoques et les baleines, c'était la norme. On considérait la mer et ses ressources, inépuisables. Il n'y avait pas encore de conscience écologique. ».